# ۸۳ (فیلم)
۸۳ (انگلیسی: 83) یک فیلم در ژانر ورزشی، درام، و زندگی‌نامه‌ای به کارگردانی کبیر خان است که در سال ۲۰۲۱ منتشر شد.

## بازیگران
- رانویر سینگ
- دیپیکا پادوکونه
- ساغیب سالم
- جیوا
- آمریتا پوری
- پانکاج تریپاتی
- بومان ایرانی
- آدیتی آریا